# Władysław Kubiak
Władysław Andrzej Kubiak (ur. 17 maja 1955 w Lubrańcu) – polski nauczyciel i polityk, wojewoda włocławski (1996–1997), wicemarszałek województwa kujawsko-pomorskiego (1999–2006).

## Życiorys
W latach 1974–1978 odbył studia historyczne na Uniwersytecie Mikołaja Kopernika. Był etatowym pracownikiem ZSMP i biura poselskiego SLD we Włocławku. W latach 1994–1996 sprawował funkcję wicewojewody, następnie (1996–1997) wojewody włocławskiego z ramienia Sojuszu Lewicy Demokratycznej. W 1995 został prezesem Aeroklubu Włocławskiego. W latach 2000–2007 był prezesem Włocławskiego Centrum Edukacji Ekologicznej.
W wyborach samorządowych w 1998 uzyskał mandat radnego sejmiku województwa kujawsko-pomorskiego, został następnie wybrany na wicemarszałka w zarządzie województwa. Mandat radnego i funkcję w zarządzie województwa utrzymał także w 2002. W wyborach w 2006 bez powodzenia ubiegał się o reelekcję, odchodząc następnie z władz województwa. W 2014 także nie uzyskał mandatu radnego województwa.
Jest autorem książek poświęconych dziejom Kujaw i Lubrańca. W 2004 na UMK w Toruniu uzyskał stopień doktora nauk humanistycznych. Działa we Włocławskim Towarzystwie Naukowym.

## Odznaczenia
W 1997 otrzymał Złoty Krzyż Zasługi.